# Muttergotteskapelle (Haunstetten)

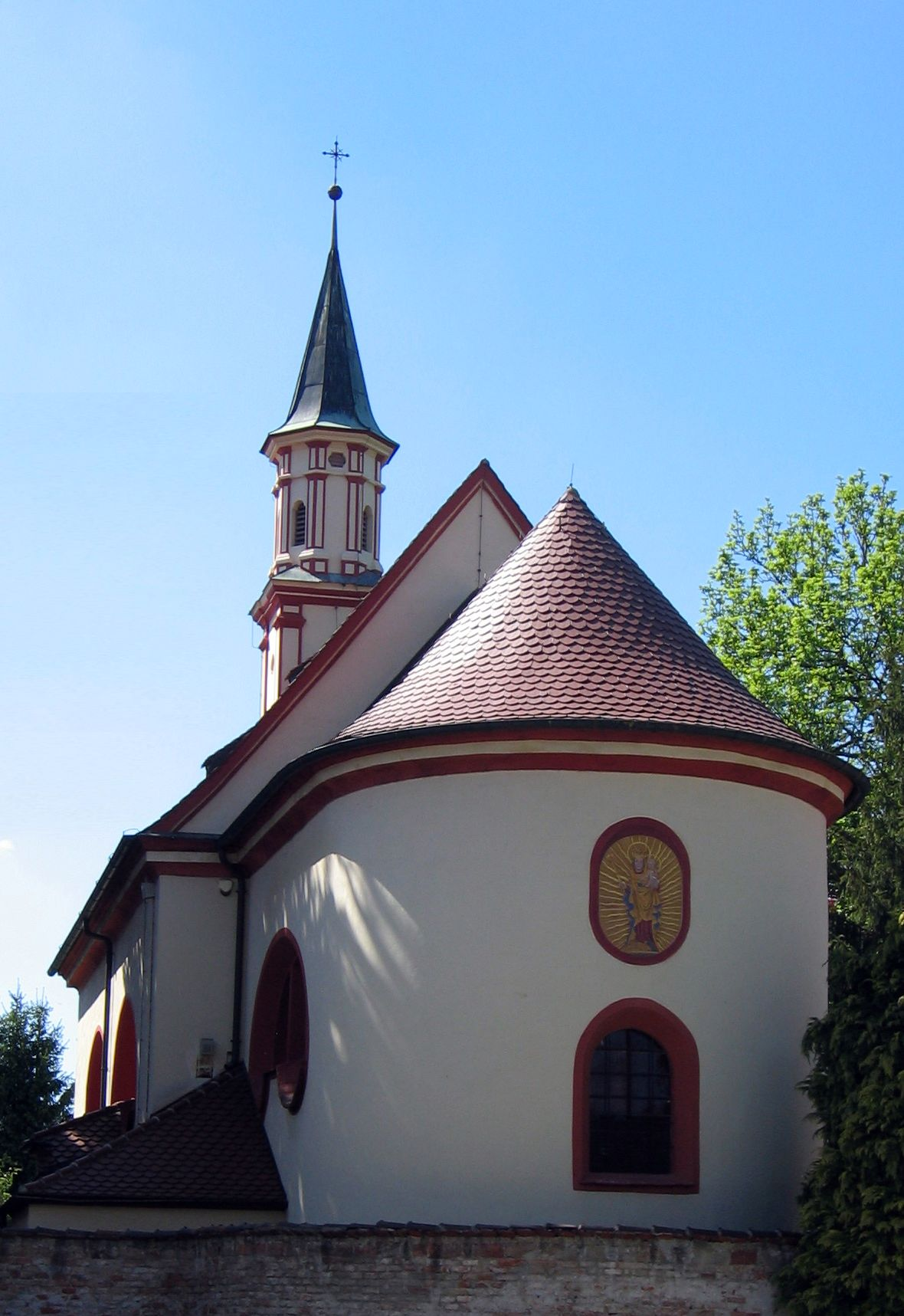
Muttergotteskapelle in Haunstetten

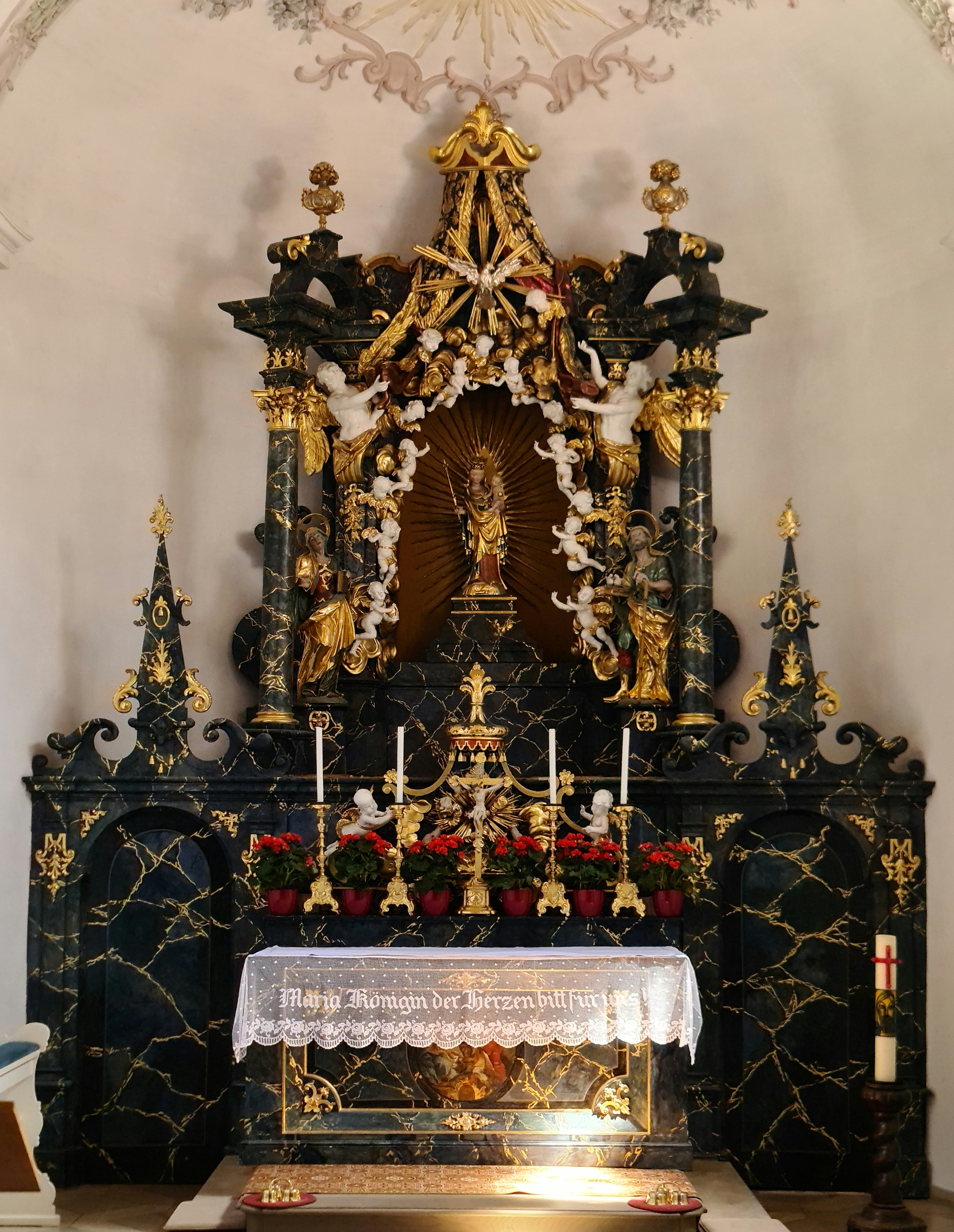
Hochaltar

Die Muttergotteskapelle steht auf dem Fremdenfriedhof von Haunstetten, einem Stadtteil von Augsburg (Bayern).

## Geschichte
Haunstetten gehörte zum Benediktiner-Reichkloster St. Ulrich und Afra in Augsburg. 1606 wurde aus Anlass der Gründung der Haunstetter Bruderschaft vom hl. Fronleichnam durch Abt Johannes Merk von St. Ulrich und Afra als Friedhofskapelle erbaut. Die damals populäre Bruderschaft hatte unter anderem die Aufgabe, sich um in Haunstetten verstorbene Personen ohne Heimatrecht, z. B. Dienstboten, zu kümmern. Der heutige Bau, der wegen des schlechten Bauzustands nötig geworden war, geht auf Abt Cölestin Mayr von St. Ulrich und Afra in den Jahren 1740/41 zurück. Die Bauleitung hatte wahrscheinlich der Augsburger Baumeister Johann Paulus inne. Die Kapelle gilt heute als „Perle des Rokoko“ im Raum Augsburg.

## Wallfahrt
1626 stiftete Karl Stengel, Benediktinermönch von St. Ulrich und Afra, einen Altar und stellte mit Erlaubnis des Abtes eine gotische, als Gnadenbild verehrte Marienstatue aus Holz auf (Hochaltar). Diese wurde zu einem beliebten Wallfahrtsziel. Neben Maria wurden die Bauernheiligen Leonhard und Wendelin verehrt.

## Innenausstattung

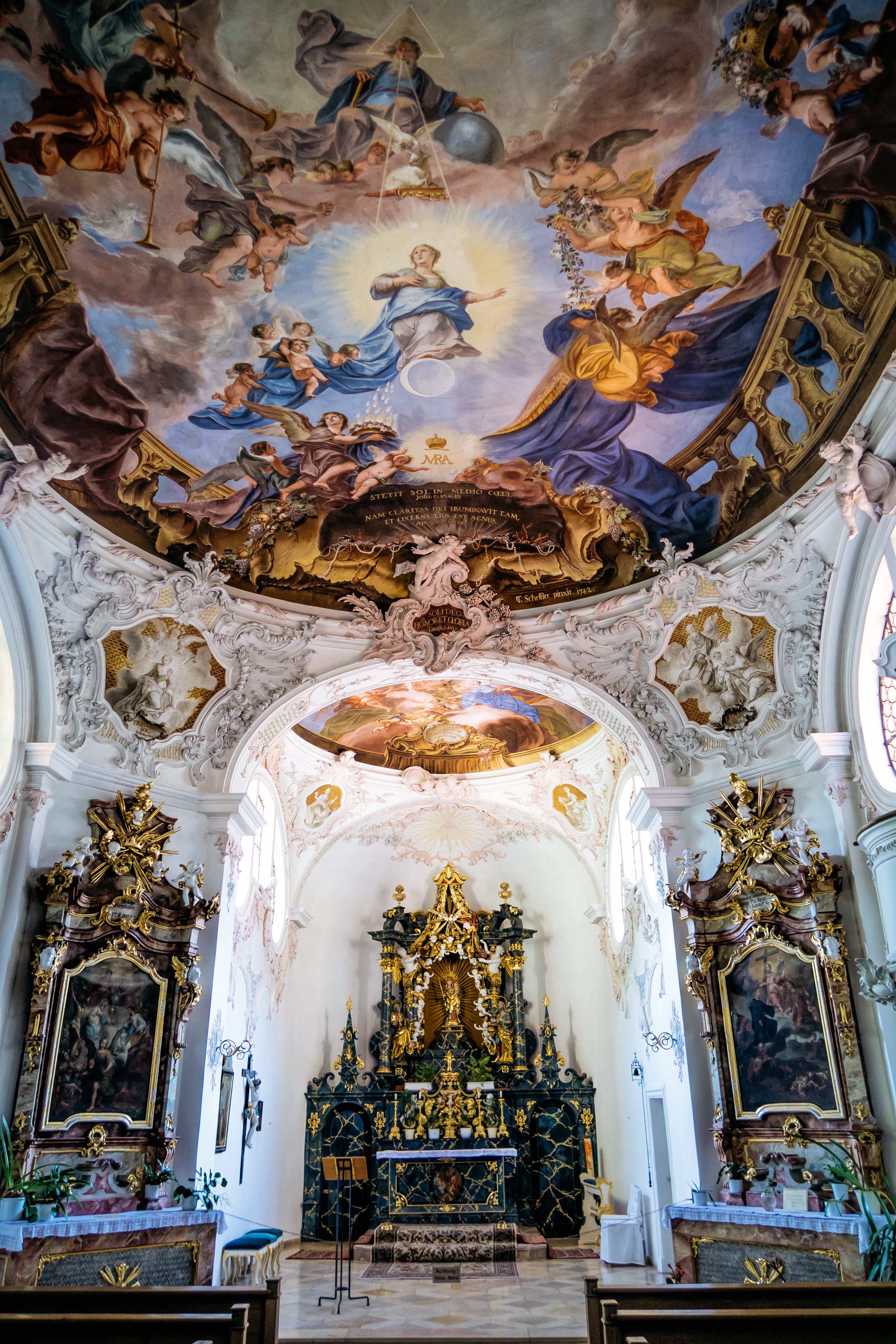
Blick zum Hochaltar mit Decke und Seitenaltären

Die Fresken stammen von Christoph Thomas Scheffler. Sein Hauptwirkungskreis war der bayerisch-schwäbische Raum. Abt Cölestin Mayr war der wichtigste Förderer Schefflers und beauftragte ihn 1742 mit der Ausmalung der Muttergotteskapelle.
Die Stuckierung erfolgte ab 1742 durch Ignaz Finsterwalder. Er arbeitete als Stuckateur meist zusammen mit seinem älteren Bruder Johann (I) Baptist. Weitere Werke sind unter anderem die Stuckierung der Pfarrkirchen von Bertoldshofen (1730–33), Westendorf (1740) und Denklingen (1765/66). Die Innenausstattung des jetzigen Baus wurde 1752 vollendet.

### Deckengemälde im Langhaus

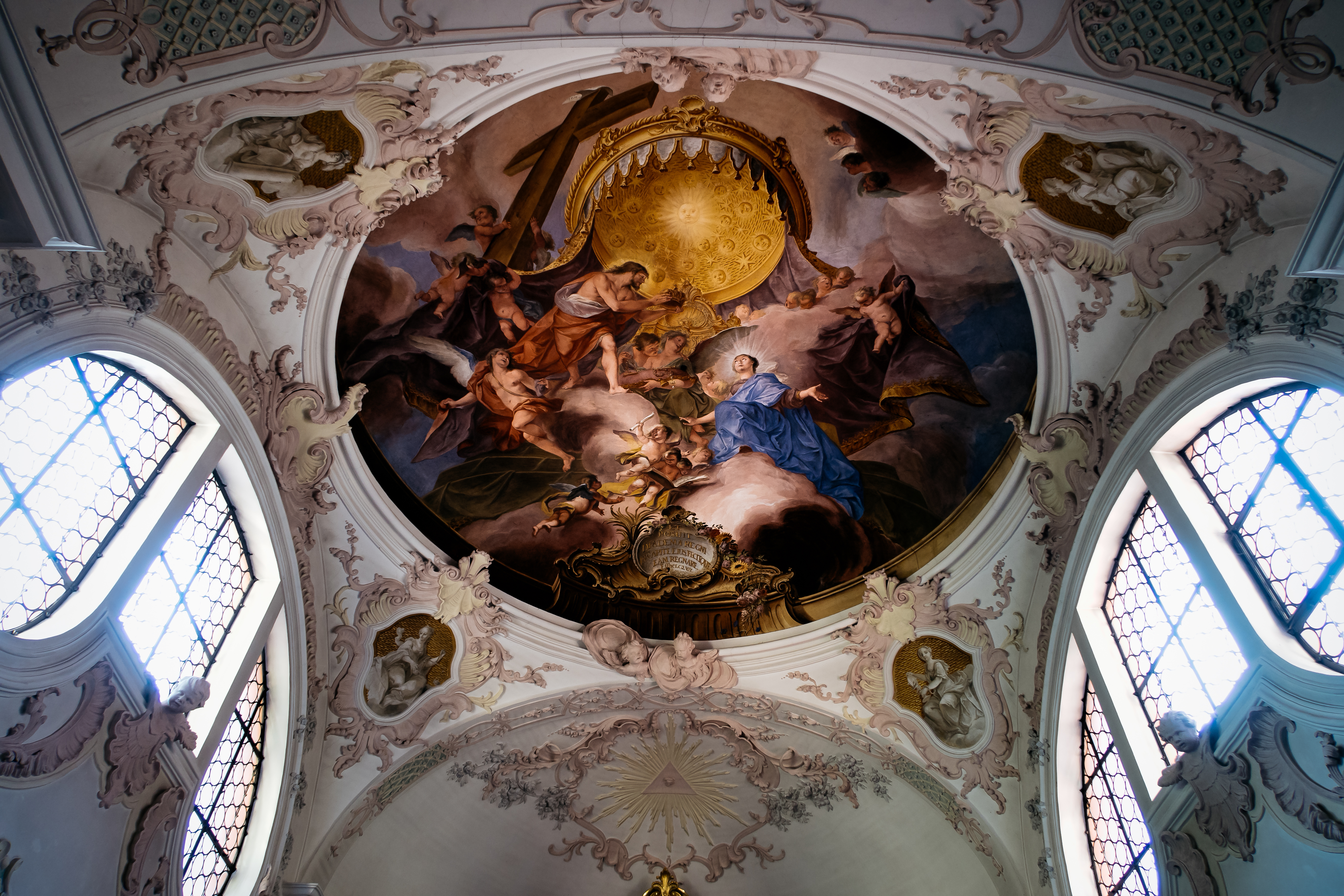
Decke im Chorgewölbe

Die Deckengemälde im Langhaus dienen der Glorifizierung Mariens, deren Verehrung den Benediktinern ein besonderes Anliegen war.
Das große Gemälde hat den Sieg des apokalyptischen Weibes über den Drachen zum Thema. Es zeigt gemäß der Offenbarung des Johannes (Offb 12,1 ) „Eine Frau mit der Sonne bekleidet; der Mond war unter ihren Füßen und ein Kranz von 12 Sternen auf ihrem Haupt.“ den endzeitlichen Kampf zwischen den teuflischen und den göttlichen Mächten. Das Fresko ist deshalb in zwei Teile geteilt, deren Personen sich feindlich gegenüberstehen: die Himmelsbewohner mit Maria in ihrer Mitte und die Mächte der Finsternis mit Satan an der Spitze. Durch einen Gnadenstrahl ist Maria mit der Dreifaltigkeit über ihr verbunden. In der Mitte der auseinanderstrebenden Welten verkündet ein Engel den Sieg des Volkes Gottes.
Die kleinen Gemälde in den Zwickeln zeigen die außergewöhnliche Stellung Mariens im göttlichen Heilsplan: Gott-Vater mit Maria als Kind (Jdt 8,1), Maria als Mutter Christi (Mt 1,18), Maria als Braut (Hohes Lied 4), Maria und die Dreifaltigkeit (Sir 43,4).

### Fresken im Chor
Das Hauptfresko im Chor zeigt, fußend auf Est 2,17 („Er setzte ihr das königliche Diadem auf und machte sie zur Königin.“), die Krönung Mariens durch Christus. In den Zwickeln werden die vier Kardinaltugenden Gerechtigkeit, Stärke, Klugheit und Mäßigkeit durch Frauengestalten symbolisiert.

## Nach der Säkularisation
Als durch die Säkularisation in Bayern 1802/03 das Reichsstift St. Ulrich und Afra aufgehoben wurde, ging die Kapelle in den Besitz des bayerischen Staates über. Die Wallfahrt erlosch.
Als dem Gotteshaus der Abbruch drohte, kaufte es zwischen 1813 und 1840 die Gemeinde Haunstetten. 1858 ersetzte man die Zwiebel des Giebelreiters durch einen Spitzhelm.
Von 1945 bis 1949 diente die Kapelle baltischen Displaced Persons (DPs), vor allem Litauern, als Gotteshaus. Eine Steintafel im Inneren erinnert daran. 1953 wurde der Dachreiter nach altem Vorbild wiederaufgerichtet. 1972 wurde die Kapelle durch die Eingemeindung Eigentum der Stadt Augsburg. Zahlreiche Innen- und Außenrenovierungen folgten. Die Kapelle ist auf der Bayerischen Denkmalliste eingetragen.
Die Muttergotteskapelle wird heute von der katholischen Stadtpfarrei St. Georg Haunstetten betreut und dient unter anderem als beliebte Hochzeitskapelle.

## Außenanlage
Das Grab eines unbekannten gefallenen Soldaten erinnert an die Opfer des Zweiten Weltkriegs.